# Fagonia khattabii
Fagonia khattabii är en pockenholtsväxtart som beskrevs av Hadidi. Fagonia khattabii ingår i släktet Fagonia och familjen pockenholtsväxter. Inga underarter finns listade i Catalogue of Life.